# Irina Semenova
Irina Muradovna Semenova (geborene Gevorgyan; * 18. Januar 1990 in Taschkent) ist eine usbekische Schachspielerin, eine Damengroßmeisterin (2019) und eine FIDE-Schiedsrichterin. Sie ist fünfmalige Gewinnerin der Frauenschachmeisterschaft in Usbekistan. Sie war Mitglied der usbekischen Frauen-Schachnationalmannschaft und hat zwischen 2004 und 2020 fünfmal an der Schacholympiade teilgenommen.

## Biographie
Die Großmeisterin wurde am 18. Januar 1990 in Taschkent geboren. Semenova begann im  Alter von sechs Jahren, Schach zu spielen. Der erste Trainer war Andreyan Abdullaevich Mirzaahmedov, der im Schachverein der Schule 171 arbeitete. Im Jahr 2006 hatte sie die 60. Schule (heute 60. spezialisierte staatliche Gesamtschule, benannt nach Johann Wolfgang von Goethe) in Taschkent beendet. Sie hat 2010 ein Studium an der Staatlichen Wirtschaftsuniversität Taschkent abgeschlossen.
Nachdem Semenova die Universität abgeschlossen hatte, arbeitete sie mehrere Jahre als Schachtrainerin in der Sportschule in Taschkent. Seit 2014 arbeitet sie als Manager für internationale Beziehungen beim Usbekischen Schachföderation.
Irina Gevorgyan heiratete 2019 und nahm den Nachnamen Semenova an.

## Sportliche Laufbahn
Im Jahr 2004 nahm Irina Gevorgyan erstmals am internationalen Wettbewerb teil. In Dresden (Deutschland) hat 2008 die 38. internationale Schacholympiade stattgefunden, wo Irina Gevorgyan als ein Mitglied der usbekischen Frauennationalmannschaft teilgenommen hat. In der usbekischen Frauenschachmeisterschaft nahmen mit Semenova zusammen noch Nafisa Mo‘minova, Nodira Nodirjanova, Olga Sobirova und Hulkar Toxirjanova teil. Die Nationalmannschaft spielte erfolglos und erreichte im Ergebnis nur 22. Platze. Irina Gevorgyan spielte 9 Wettkampf, gewann 4 davon und hatte ein Remis. Sie belegte den 34. Platz.
Irina Gevorgyan, die 2012 als Teil der usbekischen Frauennationalmannschaft an der 40. Weltschacholympiade in Istanbul (Türkei) teilnahm, bestritt 10 Spiele, gewann 3 davon und hatte vier Unentschieden. In der abschließenden Einzeltabelle belegte die Mannschaft den 41. Platz.
Im Oktober 2013 gewann sie mit der Nationalmannschaft Usbekistans den Schachpokal Zentralasiens.
2014 fand die 41. internationale Schacholympiade in Tromso (Norwegen) statt, wo Irina Gevorgyan als Mitglied der usbekischen Frauennationalmannschaft teilgenommen hat. Sie bestritt neun Partien, gewann 5 davon und hatte 2 Remis. Das Team belegte den 23. Platz.
2015 gewann sie eine Silbermedaille bei der usbekischen Schachmeisterschaft.
Im Jahr 2016 fand die 42. internationale Schacholympiade in Baku (Aserbaidschan) statt, wo Irina Gevorgyan als Mitglied der usbekischen Frauennationalmannschaft teilnahm. Sie bestritt erneut neun Partien, gewann 4 davon und hatte 3 Remis. Ihre Mannschaft belegte den 20. Platz. In diesem Jahr gewann sie eine Goldmedaille beim internationalen Schachfestival „Batumi Municipality Cup-2016“, das in Batumi stattfand.
Irina Gevorgyan nahm 2018 als Mitglied der Nationalmannschaft an der 43. internationale Schacholympiade in Batumi (Georgien) teil. Sie bestritt 10 Wettkampfpartien, gewann vier davon und hatte fünf Unentschieden. Damit belegte Semenova den 17. Platz in der abschließenden Einzeltabelle.
Irina Gevorgyan wurde 2016 zur FIDE-Schiedsrichterin bestimmt und 2019 zur internationalen FIDE-Schiedsrichterin.
2020 beendete Irina Semenova ihre Sportkarriere.

## Erfolge
- FIDE-Master des Sports unter Frauen (2006)
- Internationaler FIDE-Meister unter Frauen (2016)
- Großmeisterin der Frauen (2019)